# 倉田知典
倉田 知典（くらた とものり、1970年3月29日 - ）は日本の講演家であり、MCであり、詩人である。
未熟児として生まれ、先天性の脳性小児マヒにより9歳まで寝たきりだった。その後はリハビリを重ねて数歩なら歩けるまでになった。しかし首や両手などは思い通りに動かすことができず、養護学校卒業後は、自ら障害者を支援するNPO法人を設立して活動に励んできた。（読売新聞　2008年05月18日の記事より引用）

## 経歴
- 1970年 - 8ヶ月の未熟児で生まれたため重度肢体不自由となる
- 1988年 - 千葉県立袖ヶ浦養護学校高等部卒業
- 1989年 - 講演・トークショー等を開始
- 1998年 - 千葉県生涯学習指導者となる（市原市教育委員会より推薦）
- 2002年 - 特定非営利活動法人ウィズエブリワン設立者・理事長となる（2007年 法人を引退）
- 2005年 - 株式会社文芸社より『心からのメッセージ(Message from the Heart)』を発売
- 2007年 - 市原市市民活動センターワーキングチーム委員となる
- 2008年 - 千葉県庁 主催「誰（だれ）でもつかえるホームページコンテスト」受賞。ミュージシャン はるもっこ☆と共同で自主CD制作を行う
- 2009年 - 未来あいこ・YAMOTOとの共同で自主CD制作を行う。千葉県相談支援アドバイザーとなる
- 2010年 - ボサノバ・シンガーソングライターのNatukoと自主CDアルバム制作を行う。千葉県庁主催の福祉計画作りの委員を務める
- 2010年 - 原詩作家になる

## 活動実績

### ◆福祉・医療・教育・音楽・NPO等に関する講演等の実績（1989 - 2010年）
- 山武地区青少年赤十字リーダートレセン
- 千葉県立袖ヶ浦養護学校
- 日本教育大学院大学
- 第26回関東甲信越肢体不自由児者父母の会連合会千葉大会
- 第15回千葉県盲聾養護学校PTA連合会研究大会
- 千葉県社会福祉協議会主催「第13回千葉県ボランティアの集い」
- 94 市原市福祉シンポジウム
- 第18回障害者運動全国交流会
- 障千連主催「自立と介護」
- 千葉県医療技術大学校
- 市原市有秋南小学校
- 習志野市役所主催ガイドヘルパー養成講座
- 市原市有秋中学校
- 市原市教育センター
- 市原市立南総公民館主催「ボランティア体験教室」
- 市原市社会福祉協議会主催「ボランティア スクール」
- 千葉県立君津養護学校主催「特殊教育に携わる教職員の交流研修会」
- 市原市社会福祉協議会主催「送迎ボランティアサービス事業協力者研修会」
- 東京 台東区身障児者を守る父母の会主催「暮らし方教室」
- 千葉医療福祉専門学校
- 市原市ボランティア連絡協議会主催「夏休みボランティア体験 教室」
- 帝京平成短期大学
- 市原市立千種中学
- 市原市立加茂中学校
- 市原市立姉崎東中学校
- 千葉県千葉リハビリテーションセンター
- 千葉大学教育学部附属中学校
- 日本福祉サービス幕張研修センター主催「ホームヘルパー養成研修2級課程」
- 淑徳大学社会福祉学会 第10回大会「福祉サービス活用者からの提言」
- 市原市立京葉小学校
- 植草学園文化女子高等学校
- 市原市福祉会館主催「障害者のためのパソコン教室」
- 市原市更生保護婦人会有秋支部
- 千葉県社会福祉研修センター主催（千葉県社会福祉協議会）
- 「平成13年度 社会福祉行政職員研修」
- 千葉県社会福祉研修センター主催（千葉県社会福祉協議会）「平成13年度 身体障害者・児、知的障害者・児 福祉行政担当職員研修」
- 千葉県社会福祉研修センター主催（千葉県社会福祉協議会）「平成13年度 社会福祉施設新任者研修」 （身体障害者・児 施設職員対象）
- 市原ロータリークラブ
- 社会福祉法人 九十九会「30周年記念行事」
- 千葉市ボランティアセンター主催「社会人 ことはじめ セミナー」
- 植草学園短期大学
- 財団法人 千葉県肢体不自由児協会主催「ボランティア研修会」
- 地区の中学生をともに育てる会
- 「市原市国分寺台地区 学校・家庭・地域を結ぶ集会」（市原市立国分寺台中学校、市原市立国分寺台西中学校 PTA主催）
- 千葉県庁総務部東葛飾支庁主催 「平成14年度 千葉県東葛飾地域障害福祉講座」
- 千葉国際 中学校・高等学校
- 有限会社 ムツミ ホームヘルプ事業所
- 市原市立南総中学校
- 市原市ボランティア センター主催 「平成15年度 福祉教育担当者連絡会議」（講話）
- 市原市立市原小学校
- 千葉県中核地域生活支援センター連絡協議会主催「障害者自立支援法とは?!」
- 市原市立水の江小学校「千葉県地域福祉支援計画」市原・君津地区タウンミーティング
- 日立製作所 日立総合病院 主催 講演会（看護師・医師・看護学生等対象）
- 財団法人市川福祉公社主催 ガイドヘルパー養成研修 「障害者の心理について」
- 社会福祉法人市原市社会福祉協議会、市原市三和保健福祉センター、市原市ボランティアセンター主催 「平成16年度 身体障害者・知的障害者サポートボランティア養成講座」
- 社会福祉法人千葉県社会福祉協議会、社会福祉法人市原市社会福祉協議会主催 「いちはら福祉塾」
- 市原市立牧園小学校（4・5年生対象）講演会
- 特定非営利活動法人ちばエムディーエコネット、千葉県主催 ノーマライゼーション相談事業フォーラム
- 千葉県・社会福祉法人千葉県社会福祉協議会・千葉県福祉教育推進連絡会議 主催 平成16年度 福祉教育研究県大会
- 北里大学保健衛生専門学院 新入生研修 講演会『様々な年代、立場の人と自ら本音を出そう！語ろう！』
- 千葉敬愛高等学校
- 千葉市立越智中学校
- 第四次千葉県障害者計画（仮称）策定のための「内房地域（君津・市原圏域）」 タウンミーティング
- 潮来市介護予防講演会（茨城県）
- 千葉市ボランティアセンター主催「高校生ボランティア体験セミナー」
- 平成21年度 第33回千葉県特別支援学校PTA連合会 研究大会
- アコースティックデュオ はるもっこ☆ ライブにMCとして出演
- シンガーソングライター 未来あいこ ライブ MC 出演
- CD『命の輝き』発表イベント Natuko ライブ MCとして出演

### ◆ホームページ製作 実績（2007年 - ）・社会福祉法人 ききょう会 吉沢学園
- アコースティックデュオ はるもっこ☆

### ◆福祉・医療・教育・NPO・創作・音楽・講演等に関する報道掲載（1995 - 2010年）
- 読売新聞
- NHK FM
- 共同通信（下記の全地域のネットニュース） 徳島新聞・河北新報・山梨日日新聞・西日本新聞・秋田魁新報・東京新聞・下野新聞・山形新聞・佐賀新聞・大分合同新聞・長崎新聞・静岡新聞・四国新聞・東奥日報・福井新聞・岐阜新聞・千葉日報・京都新聞・山陽新聞・中国新聞・富山新聞・北國新聞・山陰中央新報・岩手日報・宮崎日日新聞・熊本日日新聞・日本海新聞・大阪日日新聞・デイリースポーツ・福島民報・福島民友新聞・北日本新聞・神戸新聞・中日新聞・新潟日報・中日スポーツ・高知新聞
- 産経新聞
- ばりあふりー
- 市原よみうり新聞
- いちはら社協だより
- 市原FM
- 広報いたこ
- 千葉日報
- 千葉県社協福祉ちば
- 地域新聞
- シティライフ外房版
- シティライフ市原版
- 朝日新聞
- 神奈川新聞
- 東京新聞
- 毎日新聞
- 習志野市タウン誌
- KIRACO
- 木更津コミュニティ放送 FMべる
- 木更津エフエム
- Yahoo!ニュース
- Googleニュース
- @niftyニュース
- 47NEWS（よんななニュース）
- 新千葉新聞
- 京葉新聞

## 創作活動
1999年より自ら足の指を使いホームページ（「見かけは不自由『心は自由』」）を作成し、日々の生活の中で思いついたことを書き始める。数ヶ月近く更新を続けるうち、ホームページを見た人々から多くの反響があることを知り、2005年の暮れから本格的な詩の創作活動を開始する。また同ホームページを千葉県の「誰でもつかえるホームページコンテスト2007」に応募し努力賞を受賞する。
2009年には詩の総数も500を超え、その中の詩を元に2009年3月ボサノバ・シンガーソングライターのNatukoとコラボレーションを開始し、2010年5月2日に東京都稲城市のJR南武線矢野口駅前のライブバー「じゃがいもハウス」にてCD「命の輝き」制作発表イベントを行う。
2010年10月には原詩作家となり、現在も詩の創作活動を継続中。

## 著書
倉田知典 『心からのメッセージ』 文芸社〈講談社文庫〉、2005年8月1日、146頁。ISBN 4286000966